# 第11太陽週期

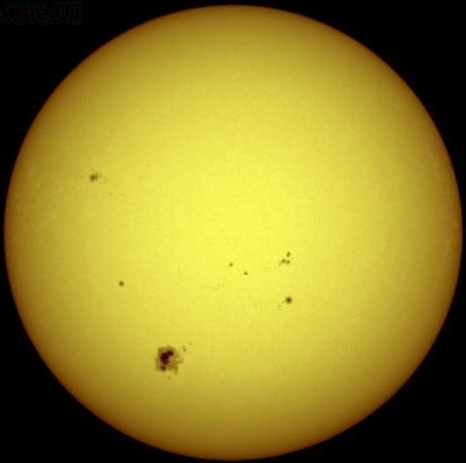
太陽和一些可見的黑子。

第11太陽週期是從1755年開始紀錄太陽黑子以來的第11個太陽週期，這個週期開始於1867年3月，結束於1878年12月，持續了11.8年。最大平滑黑子數(超過12個月期間的黑子月平均數值)為140.3，最小的數值為2.2，在這個週期內總共約有1,028天沒有黑子。